# AS Maya Bobo-Dioulasso
AS Maya de Bobo-Dioulasso is een Burkinese voetbalclub uit de stad Bobo-Dioulasso. AS Maya komt uit in de Première Division, de nationale voetbalcompetitie van Burkina Faso.